# Ashkénazes
Ne doit pas être confondu avec Ashkenaz.
L'appellation Ashkénazes (prononcé : /aʃ.ke.naz/), Ashkenazes ou Ashkenazim (de l'hébreu : אַשְׁכְּנַזִּים) désigne les Juifs d'Europe centrale et orientale. Ils constituent avec les Séfarades et les Mizrahim l'un des trois principaux groupes ethniques juifs.
Leur nom vient du patriarche biblique Ashkenaz. Les communautés ashkénazes se sont principalement concentrées en Allemagne, en Pologne, en Russie, dans l'ancien Empire austro-hongrois et, de façon plus clairsemée, dans le reste de l'Europe centrale et orientale. Les Ashkénazes sont caractérisés par des coutumes, un héritage culturel et des traditions religieuses particulières. À la différence des communautés séfarades ou mizrahim, la langue vernaculaire des Ashkénazes est le yiddish, variété de moyen haut allemand enrichie d’emprunts à l’hébreu, au polonais et au russe.
Certaines sources attestent leur présence dans toute l'Europe du nord-ouest au début du Moyen Âge. Les Ashkénazes constituent désormais la catégorie la plus nombreuse du monde juif.

## Terminologie
Le nom « ashkénaze » est tiré du Tanakh. Dans la Table des peuples, Ashkenaz est l’un des descendants de Japhet, lui-même fils de Noé. Le Talmud de Babylone identifie Gomer, le père d'Ashkenaz, à Germania. Dans ce contexte, il s'agit cependant d'une région située au nord de la Syrie.
Le talmudiste français Rachi (né vers 1040 à Troyes en France et mort le 13 juillet 1105 à Troyes) est le premier auteur à utiliser le mot ashkenaz pour désigner la langue allemande et donc, pour lui, le pays d'Ashkenaz est celui où l'on parle allemand, de même que le pays de Tsarfat est celui où l'on parle français. Ashkenaz désigne la Rhénanie où il a étudié, notamment les villes de Mayence et de Worms. Ce terme est repris dans la littérature rabbinique médiévale pour désigner l'Allemagne. La proximité phonétique entre ashkénaz et saxons a pu contribuer à donner au terme sa signification actuelle mais cette hypothèse paraît peu fondée. À partir de Rachi, aux XIe – XIIe siècle, « ashkénaze » commence à devenir un terme hébreu courant pour désigner l'Allemagne. Pendant la Première croisade, des lettres écrites par les communautés juives byzantines et syriennes qualifient les Croisés d'Ashkénazim.
Plus tard, le terme d'Ashkenaz ne se limite plus à l'Allemagne mais désigne les Juifs d'Europe centrale et orientale puis finalement tous les Juifs d'Europe du Nord.
Dans l'ethnographie et l'imaginaire ashkénazes ce vaste territoire est appelé Yiddishland. Il définit les différents dialectes yiddishs et la subdivision ethnique ashkénaze à savoir les Daïtschs d'Alsace (parlant une forme de yiddish occidental nommé Yédisch-Daïtsch), d'Allemagne et des Pays-Bas notamment, les Polakn de Pologne et de l'ancien Empire austro-hongrois, les Litvakes des pays Baltes et les Galitsiyaners (Galiciens) des terres plus à l'Est (actuelles Roumanie, Ukraine, Biélorussie…).
Selon une théorie soutenue au XVIIIe siècle par le pasteur James Anderson dans son ouvrage Royal Genealogies, le personnage biblique Ashkenaz fonde le royaume de Germanie sur la côte occidentale de la mer Noire.

## Histoire

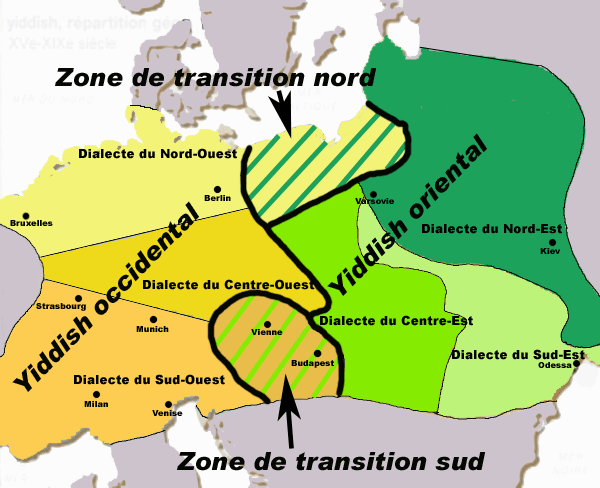
Yiddishland : dialectes yiddishs

### Origines
En 722 av. J.-C., Salmanazar V prend la Samarie et détruit le royaume d'Israël dont une partie des habitants se réfugie dans le royaume de Juda et particulièrement à Jérusalem. Les autres formeraient les dix tribus perdues, dont les lieux de dispersion ont donné cours à de très nombreuses conjectures, souvent erronées voire fantaisistes.
Dès 70 et l'échec de la Première guerre judéo-romaine, des communautés juives se sont établies dans le bassin méditerranéen. En remontant les fleuves (le Rhône, le Rhin et le Danube), elles forment progressivement de nouvelles communautés en Gaule et en Germanie. En Gaule et dans l'ouest de la Germanie, la présence juive est un phénomène nouveau qui résulte de l'immigration provenant du sud de l'Europe.
Les communautés ashkénazes sont formées au XIe siècle en Lotharingie, c'est-à-dire dans une région correspondant à l'actuelle France du nord-est, à la Lorraine, à la Flandre et à la Rhénanie. Au Xe siècle, les Juifs désignent la France du nord sous le nom « Tsarfat » et la Rhénanie sous le nom d'« Ashkenaz ». Ces deux régions font partie de « Loter », la Lotharingie. Progressivement, Ashkenaz finit par s'appliquer à l'ensemble du judaïsme rhénan au sens large et aux régions avoisinantes. À partir du Xe siècle, les communautés juives sont suffisamment importantes pour développer une forme spécifique d'identité juive. Elles apparaissent alors comme un nouveau groupe au sein du peuple juif. Sous l'impulsion de personnalités charismatiques, le judaïsme ashkénaze prend son autonomie par rapport aux centres juifs de Babylonie. Ashkenaz devient un pôle auquel les Juifs de France et d'Allemagne viennent s'adresser en matière de loi juive. Des maîtres, tels que Joseph Bonfis (Joseph Tov Elem), Guershom Meor Hagola ou Rachi deviennent des sources d'autorité dont les décisions forment le socle de la tradition religieuse ashkénaze. L'influence des maîtres de Babylonie reste cependant présente en Europe.

### Du Moyen Âge à l'époque moderne

Carte datée des diverses expulsions des Juifs au Moyen Âge ainsi que les routes prises par les exilés

De 1050 à 1300, les communautés ashkénazes sont présentes dans le Nord de la France, en Angleterre, aux Pays-Bas, en Suisse et en Italie du Nord. Les croisades puis les expulsions d'Angleterre (en 1290), de France (principalement en 1306 puis définitivement en 1394) et de certaines régions de l'Allemagne au XVe siècle amenèrent les Juifs à migrer encore à l’Est en Pologne (au Xe siècle), en Lituanie (Xe siècle) et en Russie (XIIe siècle). De plus, une partie de cette population, soit au plus 12 %,, pourrait descendre des Khazars, peuple turc partiellement converti au judaïsme dont des populations ont migré vers l’ouest après la destruction de leur empire au IXe siècle. À partir du XVe siècle, la communauté juive polonaise fut la plus importante de la Diaspora.

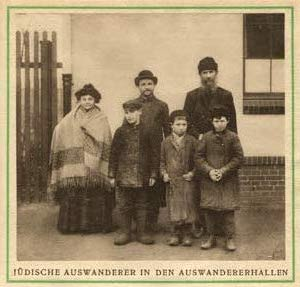
Famille ashkénaze - Pologne

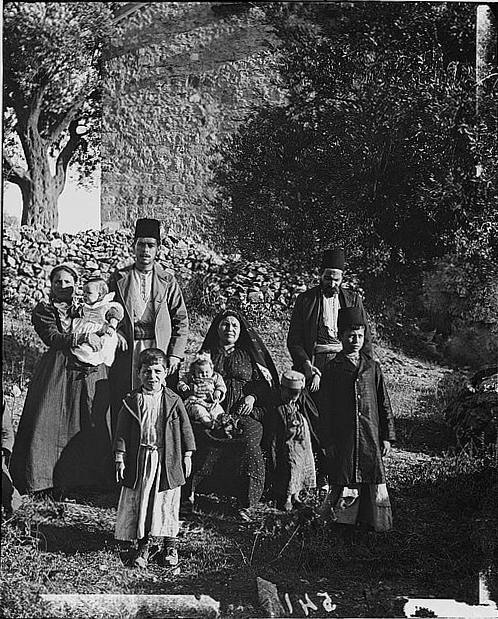
Ashkenazes résidant à l'American colony à Jérusalem, entre 1900 et 1920

L'Europe centrale leur fut plus accueillante pendant plusieurs siècles jusqu'au XVIIe siècle, quand se produisit l'un des massacres les plus tristement célèbres, celui perpétré par les Cosaques de Bogdan Khmelnitski, en 1648 et 1649, contre les Juifs d'Ukraine.
Après deux siècles de relative tolérance, les pogroms poussèrent à nouveau les Juifs vers l'Ouest de l'Europe et en Palestine ottomane appelé le Yichouv au XIXe siècle et au début du XXe siècle. De nombreux Juifs émigrèrent aussi vers le continent américain pour rechercher de nouvelles opportunités. La grande majorité des Juifs américains est d’origine ashkénaze depuis la première moitié du XIXe siècle (sauf en ce qui concerne les Juifs d'Amsterdam, d'origine espagnole ou portugaise).

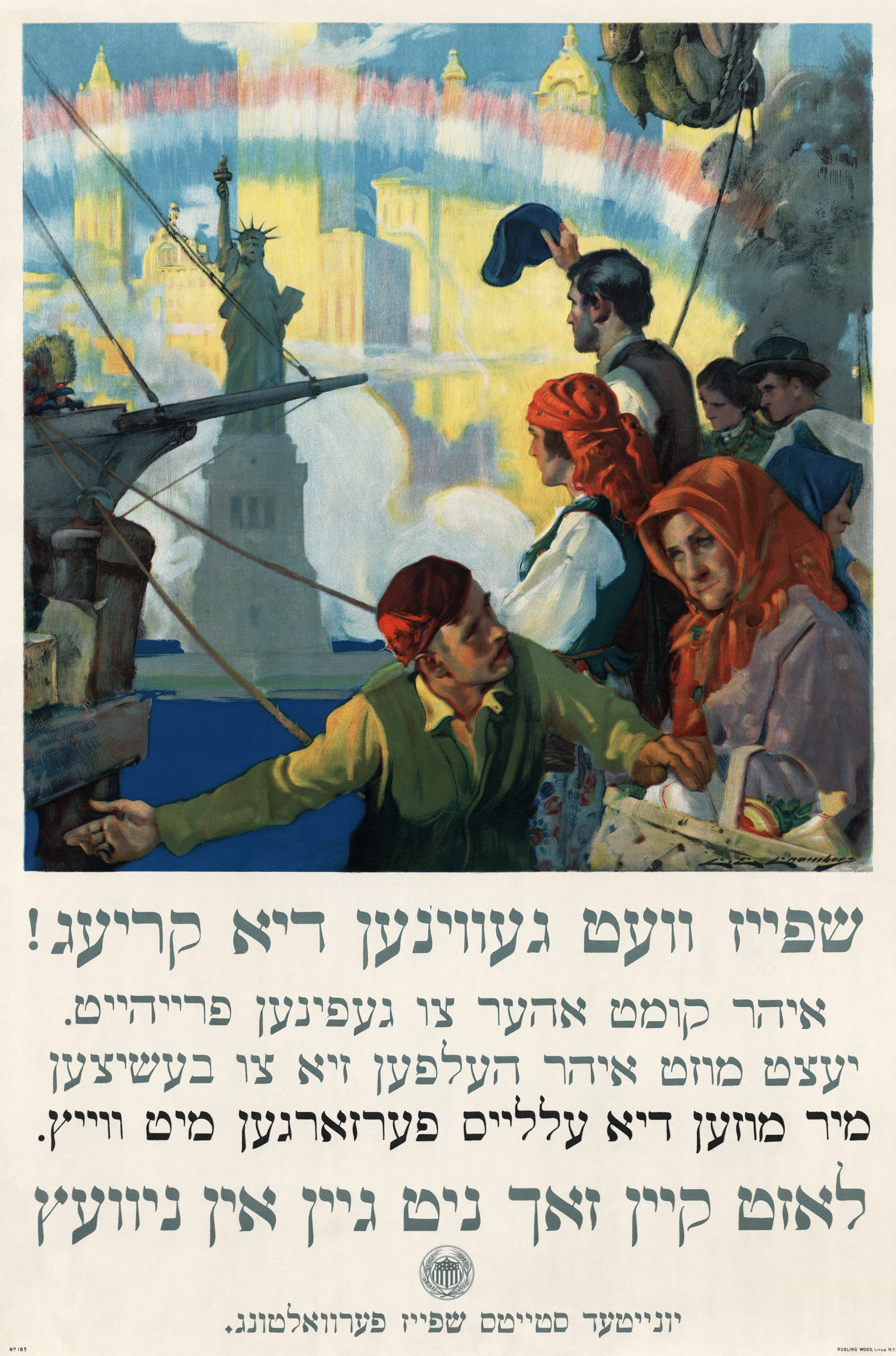
Immigration vers les États-Unis

### Période contemporaine
Au cours de la Seconde Guerre mondiale, la Shoah perpétrée par les Allemands décima méthodiquement les communautés ashkénazes d’Europe que l’on estimait à 8,8 millions de personnes avant la guerre. Environ 6 millions de Juifs furent ainsi massacrés : 3 millions des 3,3 millions de Juifs polonais, 900 000 de 1,1 million de Juifs d’Ukraine, la quasi-totalité des Juifs des Pays-Bas et entre 50 et 90 % des Juifs des pays slaves, des pays baltes, de l’ex-Empire austro-hongrois, d’Allemagne et de Grèce, 26 % des Juifs de France.
La plupart des survivants des communautés d'Europe centrale et orientale émigrèrent après la guerre vers Israël et, dans une moindre mesure vers les États-Unis.

## Culture

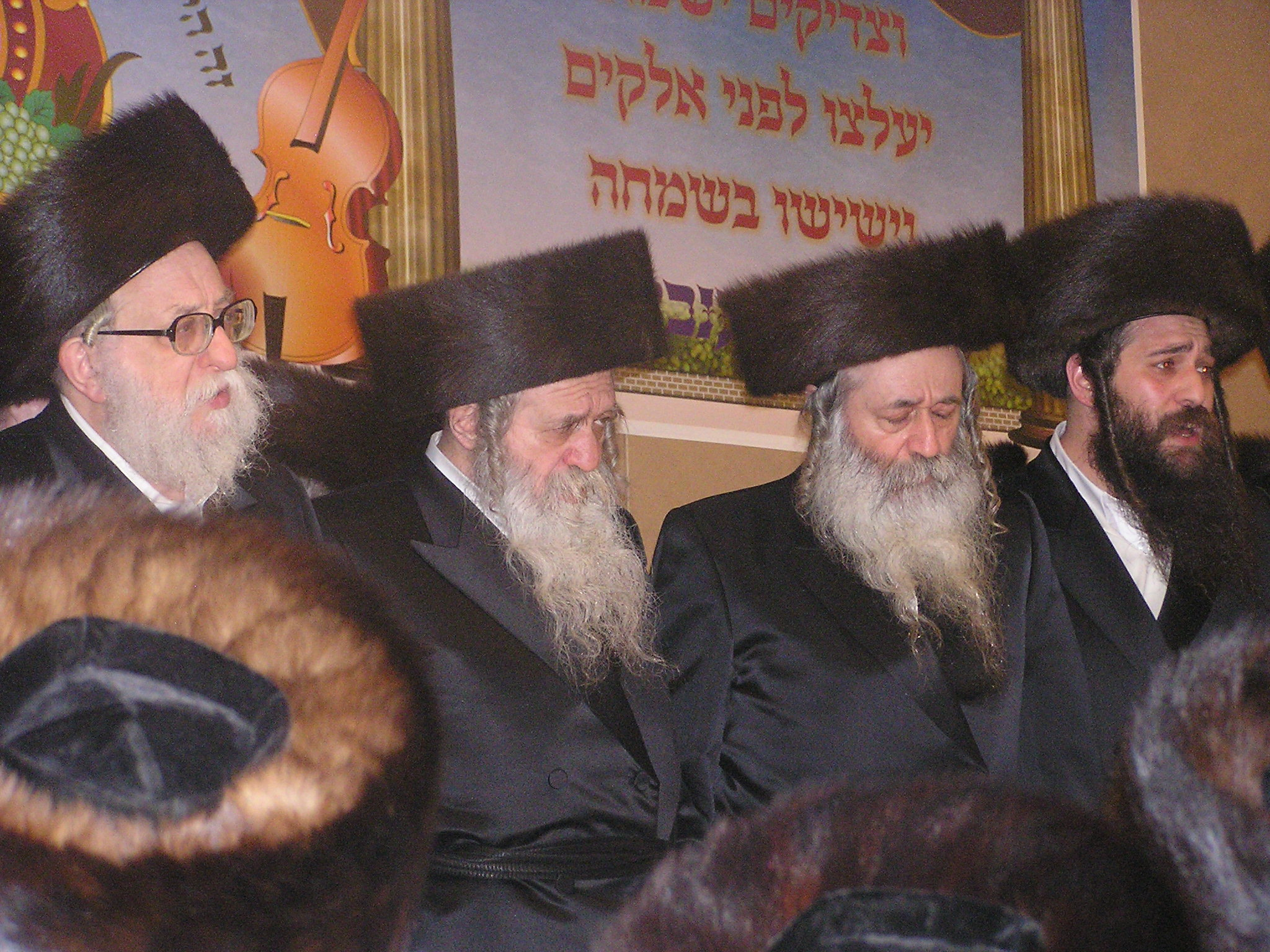
Ashkénazes hassidim d'Ukraine.

Les Juifs ashkénazes tirent leurs coutumes du Talmud de Jérusalem (mais ils étudient et obéissent aux décrets du Talmud de Babylone) et leur liturgie des sages de Tibériade, contrairement aux Juifs séfarades et mizrahim, descendants des exilés de Babylone, qui suivent la liturgie et le Talmud de Babylone. Plusieurs coutumes spécifiques et certaines particularités liturgiques vont dans ce sens, et cela correspond à l'origine géographique de chaque groupe. On pense que l'étude du Talmud de Jérusalem a été peu à peu abandonnée par les yeshivot ashkénazes par manque de sources et de commentaires, la plupart des textes ayant été perdus[réf. nécessaire]. Il semblerait ainsi que Rachi ne disposât que de fragments de celui-ci. L'étude se serait donc progressivement reportée sur le Talmud de Babylone, moins virulent contre le christianisme et donc moins censuré. Cependant certains documents retrouvés dans la Guéniza du Caire pourraient indiquer un abandon du Talmud de Jérusalem beaucoup plus ancien, en fait dès que la rédaction du Talmud de Babylone fut achevée.
Les Juifs ashkénazes développèrent des centres d’études religieuses en Pologne, Russie et Lituanie pendant des générations. Des mouvements comme le hassidisme, la Haskala, en Allemagne, avec Moïse Mendelssohn et même le sionisme naquirent également en Europe de l’Est.
Les traditions des Ashkénazes sont légèrement différentes de celles des Séfarades et Mizrahi, même si le service synagogal a la même structure dans les différentes communautés et si les textes principaux sont le plus souvent identiques. Avec le temps, des différences apparaissent également entre les Ashkénazes d'Europe de l'Est (notamment de Pologne, Lituanie, Russie) et les Ashkénazes plus occidentaux (surtout d'Allemagne et de France). Les coutumes d'Europe de l'Est sont mentionnées dans le commentaire du Choulhan Aroukh de Moses Isserles mais nous manquons de sources écrites sur les coutumes d'Europe occidentale. La liturgie de cette dernière est en revanche bien connue grâce au Mahzor Vitry, datant du XIe siècle. Peu d'ouvrages sur le service synagogal d'Europe de l'Est nous sont parvenus, la plupart datant du XIXe siècle et présentant le noussa'h sfard des Hassidim.
Les XIe et XIIe siècles virent l’éclosion d’une vie intellectuelle très riche ; c’est à cette époque que vécurent le rabbin Guershom de Mayence (Magenza), dit Meor Hagola, « la Lumière de l’Exil », dont deux des grandes décisions sont l’abolition du lévirat et de la polygamie et Salomon Ben Isaac de Troyes, dit Rachi (1040-1105), « éminent commentateur juif de la Bible et du Talmud, né à Troyes en Champagne, région dans laquelle, durant la majeure partie de sa vie, les Juifs bénéficiaient de bonnes conditions de vie ». Le moine franciscain Nicolas de Lyre lisait Rachi dans le texte original, et reconnaissait la dette intellectuelle qu’il avait envers lui ; les érudits de la Réforme et plus tard Martin Luther lui empruntèrent également beaucoup.

## Génétique
Les études génétiques récentes ont révélé que les Juifs ashkénazes sont originaires d'une ancienne population du Moyen-Orient (2000 avant notre ère - 700 avant notre ère) qui s'est étendue en Europe. Les Juifs ashkénazes présentent l'homogénéité d'un goulet d'étranglement génétique, c'est-à-dire qu'ils descendent d'une population plus importante dont le nombre a été considérablement réduit. Les schémas de diversité témoignent d'une longue période de faible taille effective dans l'histoire de la population ashkénaze. Selon une étude relativement ancienne, réalisée en 2004, les données correspondent le mieux à un modèle de goulet d’étranglement (environ 100 générations), correspondant peut-être aux migrations initiales des ancêtres ashkénazes au Proche-Orient ou en Europe. D'autres études plus récentes, réalisées en 2022, précisent la date de ce goulet d'étranglement avant le XIIe siècle de notre ère, et, plus précisément, il y a environ 40 à 45 générations, soit approximativement entre les années 800 et 1000.
Ce goulet d'étranglement génétique suivi du phénomène récent de croissance démographique rapide est probablement à l'origine des conditions qui ont conduit à la fréquence élevée de nombreux allèles de maladies génétiques dans la population ashkénaze.
Diverses études ont abouti à des conclusions divergentes concernant à la fois le degré et les sources du mélange non levantin chez les Ashkénazes, en particulier en ce qui concerne l'étendue de l'origine génétique non levantine observée dans les lignées maternelles, ce qui contraste avec l'origine génétique levantine prédominante observée dans les lignées paternelles. Toutes les études s'accordent néanmoins sur le fait qu'il existe un chevauchement génétique avec le Croissant fertile dans les deux lignées, bien qu'à des vitesses différentes. Collectivement, les Juifs ashkénazes sont moins diversifiés sur le plan génétique que les autres divisions ethniques juives, en raison de leur goulot d'étranglement génétique.
Une étude réalisée en 2001 par Nebel et al. a montré que les populations juives ashkénazes et séfarades partagent les mêmes ancêtres paternels du Proche-Orient. En comparaison avec les données disponibles provenant d'autres populations concernées de la région, il a été constaté que les Juifs étaient davantage liés aux groupes du nord du croissant fertile. Les auteurs font également état de l'haplogroupe R1a, très fréquent chez les Européens d'Europe centrale et orientale, à une fréquence élevée (13 %) chez les Juifs ashkénazes. Ils ont émis l'hypothèse que les différences entre Juifs ashkénazes pourraient refléter un flux de gènes de bas niveau provenant de populations européennes environnantes ou une dérive génétique pendant l'isolement. Une étude ultérieure de 2005 de Nebel et al. a révélé un taux similaire de 11,5 % d’ashkénazes mâles appartenant à R1a1a (M17+), l’haplogroupe dominant du chromosome Y en Europe centrale et orientale. Cependant, une étude de 2017, centrée sur les Lévites ashkénazes où la proportion atteint 50 %, tout en indiquant qu'il existe une « riche variation de l'haplogroupe R1a en dehors de l'Europe qui est phylogénétiquement séparée des branches de R1a typiquement européennes », précise que le sous-clade R1a-Y2619 témoigne d'une origine locale et que « l'origine moyen-orientale de la lignée des Lévites ashkénazes basée sur ce qui était auparavant un nombre relativement limité d'échantillons rapportés peut désormais être considérée comme fermement validée ».
L'haplogroupe du chromosome Y E-M12332 (en) a une fréquence de 11,7 % chez les Ashkénazes.

#### Généralités
- Jean Baumgarten (dir.), Mille ans de cultures ashkénazes, Liana Levi, 1994
- Julien Bauer, Les Juifs ashkénazes, Presses universitaires de France, coll. « Que sais-je », 2001
- (en) Predrag Bukovec, East and South-East European Jews in the 19th and 20th Centuries, Mayence, Institute of European History (en), 2010 (lire en ligne)

#### Ashkénazes et Khazars
- (he) Abraham N. Poliak, La Conversion des Khazars au judaïsme, 1941
- (he) Abraham N. Poliak, Kazarie : Histoire d’un royaume juif en Europe, Tel Aviv, 1951
- (en) D.M. Dunlop, The history of the Jewish Khazars, Princeton, 1954
- Arthur Koestler, La Treizième Tribu, Paris, Calmann-Lévy, 1976
- (en) Kevin Alan Brook, The Jews of Khazaria, Lanham, MD: Rowman and Littlefield, 2018, 3e éd. (ISBN 978-1-5381-0342-5)
- (en) Moshe Gil, « Did the Khazars Convert to Judaism? », Revue des Études Juives, no 170,‎ décembre 2011, p. 429-441 (lire en ligne)
- (en) Shaul Stampfer, « Did the Khazars Convert to Judaism? », Jewish Social Studies, nos 19/3,‎ 2013, p. 1-72 (lire en ligne)

#### Yiddish
- (en) Alexander Beider, Origins of Yiddish Dialects, Oxford, Oxford University Press, 2015, 800 p. (ISBN 978-0-19-873931-9, BNF 45189430, présentation en ligne)

### Histoire par pays ou aire géographique
- Histoire des Juifs en Alsace
- Histoire des Juifs en Bucovine
- Histoire des Juifs en Galicie
- Histoire des Juifs en Lorraine